# Федеральний архів Німеччини
Федеральний архів Німеччини (нім. Bundesarchiv) — державний архів Німеччини. Створено 1952 року, знаходиться в місті Кобленц. 
З 1998 року архів знаходиться в підпорядкуванні Міністерства культури, до цього був в підпорядкуванні Міністерства внутрішніх справ. Бюджет Федерального архіву Німеччини на січень 2009 склав 54,6 мільйона євро. Число співробітників архіву  — 800 осіб. 6 грудня 2008 року Федеральний архів передав у громадське користування сто тисяч своїх фотографій, розмістивши їх в оцифрованому вигляді на ВікіСховищі

## Історія архіву

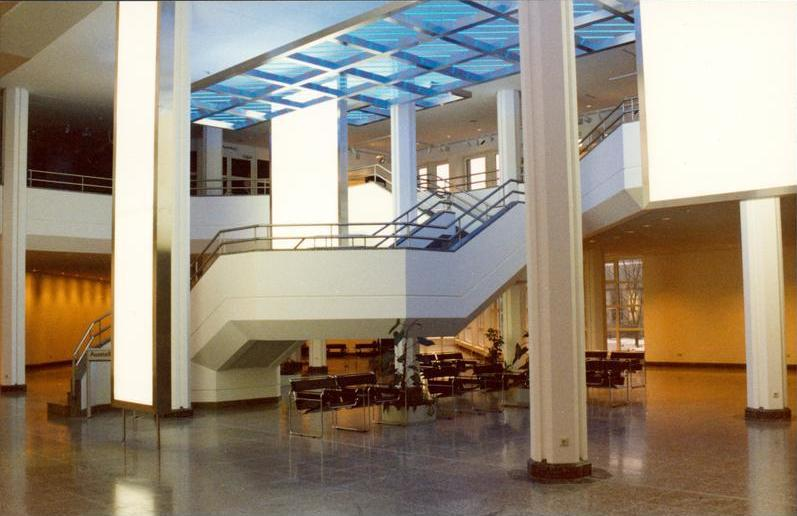
Фоє головної будівлі Німецького федерального архіву в Кобленці (1998)

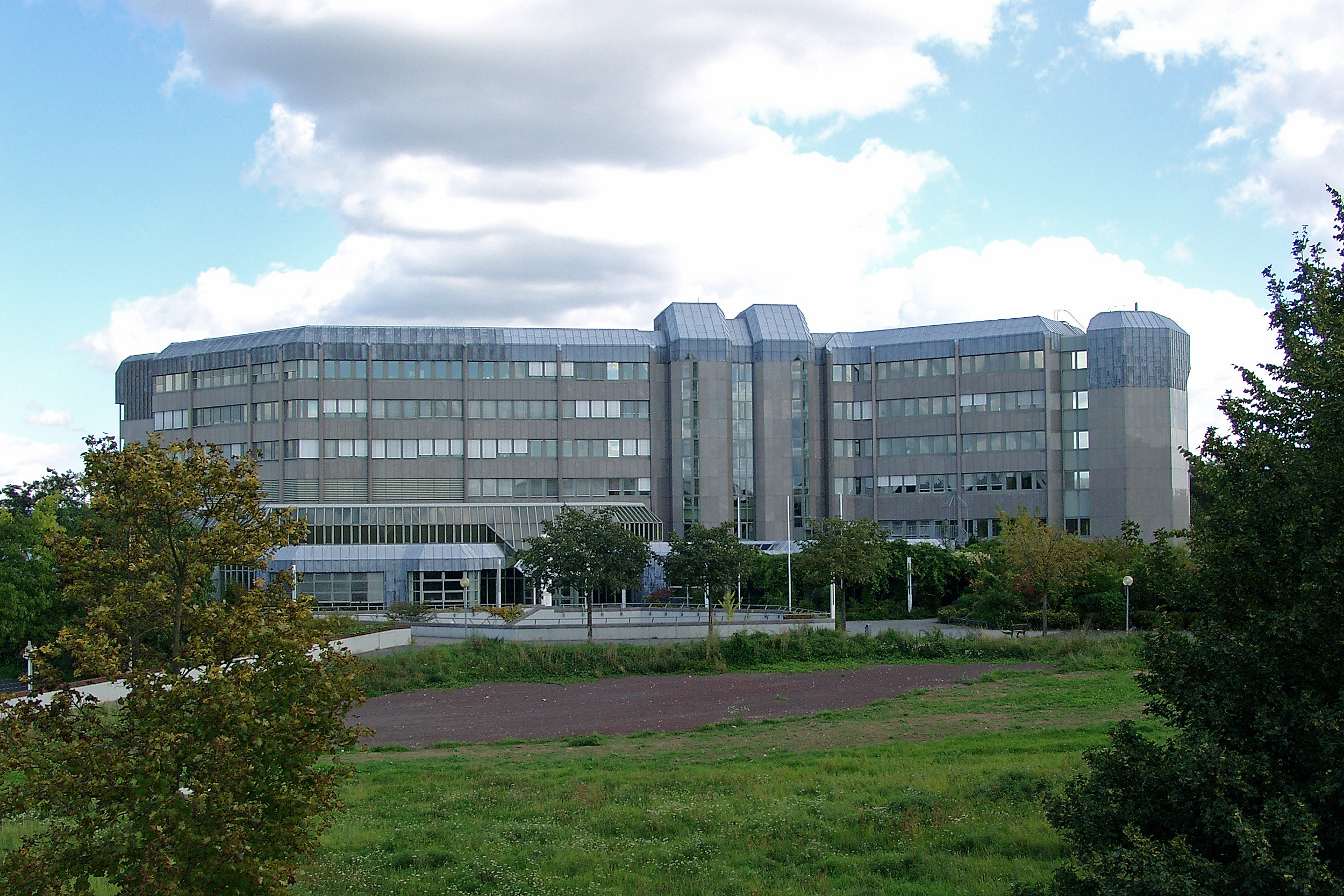
Будівля Німецького федерального архіву в Кобленці (2004)

Попередником Федерального архіву був Німецький державний архів, створений 1919 року в Потсдамі. Його основою стали різні архіви держав, що існували на території сучасної Німеччини; найстаріший документ в архіві датувався 1411 роком. Фотографії та фільми, що були в архіві, мали здебільшого неурядове походження. Більше половини матеріалів цього архіву загинуло під час Другої світової війни. 
1946 року в Потсдамі, на території Радянської зони окупації, був заснований Німецький центральний архів (Deutsches Zentralarchiv). Частина документів Державного архіву, які після Другої світової війни були вивезені в СРСР, в кінці 1950-х років були повернуті в Німецький центральний архів. 1973 року архів перейменовано в Центральний державний архів (нім. Zentrales Staatsarchiv). 
Уряд Західної Німеччини 1950 року ухвалив рішення про створення нового архіву в місті Кобленц. 1952 року проект був реалізований. Німецькі архівні документи, раніше конфісковані окупаційними властями США та Великої Британії, 1955 року були повернуті новому Німецькому федеральному архіву, у відділення військових архівів, спеціально створеного для цих цілей. 1988 року в Німеччині був прийнятий Закон про федеральні архіви, який розширив функції Німецького федерального архіву. 
Після возз'єднання Німеччини 1990 року, були об'єднані і два державні архіви Західній Німеччині та НДР — Німецький федеральний архів та Центральний державний архів. Перш самостійні Національний архів фільмів НДР і Військовий архів НДР також увійшли до складу об'єднаного архіву.

## Об'єкти зберігання
Колекція Німецького федерального архіву складається з документів, що відносяться до Західної Німеччини часів до об'єднання і до сучасної Німеччини, а також з документів, що відносяться до імперського минулого Німеччини і до Німецької Демократичної Республіки. Крім державних документів, в архіві зберігаються матеріали, що відносяться до діяльності політичних партій та громадських організацій, а також історичні колекції. В архіві зберігаються як текстові документи, так і фотографії, фільми, плакати, а також матеріали в електронному вигляді. 

## Керівники архіву

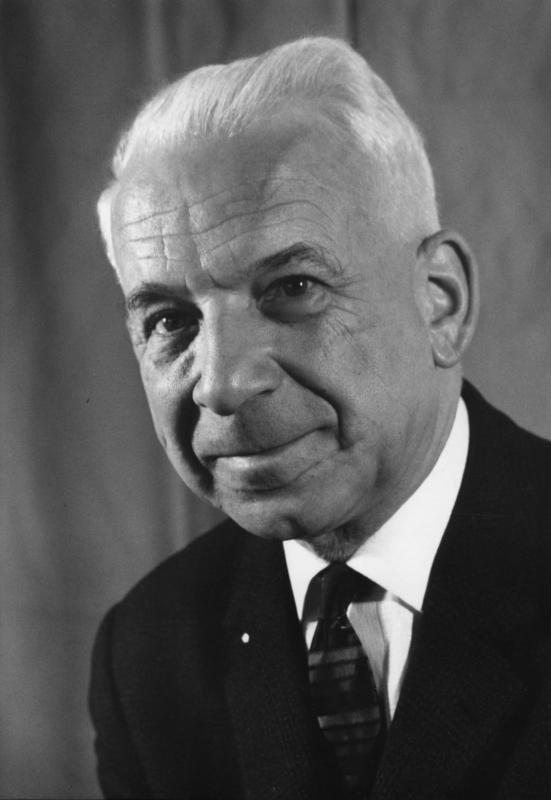
Карл Брухманн
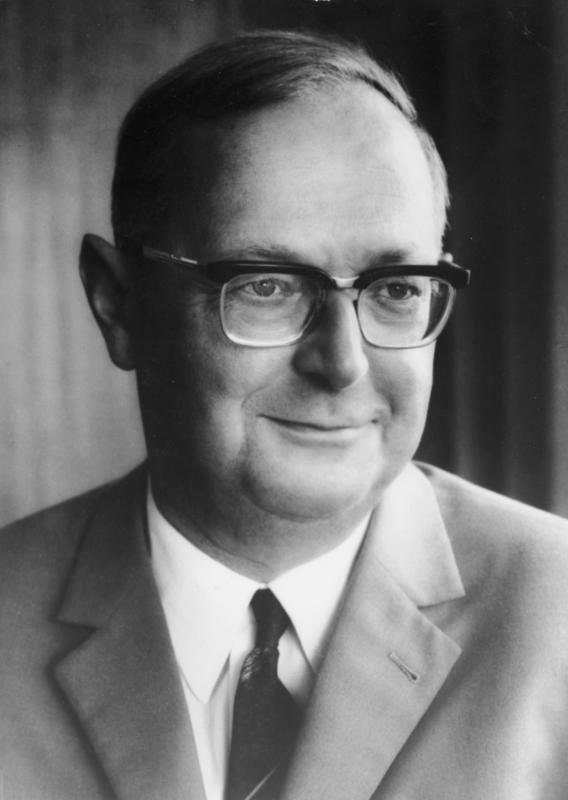
Вольфганг Моммзен

З 2011 року Німецьким федеральним архівом керує Міхаель Холльман, він сьомий керівник архіву з моменту створення установи. Посада перших двох керівників архіву мала назву «директор» (нім. Direktor), з 1967 року це посада називається «президент» (нім. Präsident). 
| Роки        | Керівники            |                   |
| ----------- | -------------------- | ----------------- |
| 1952 — 1960 | Georg Winter         | Георг Вінтер      |
| 1961 — 1967 | Karl Bruchmann       | Карл Брухманн     |
| 1967 — 1972 | Wolfgang A. Mommsen  | Вольфганг Моммзен |
| 1972 — 1989 | Hans Booms           | Ганс Бумс         |
| 1989 — 1999 | Friedrich Kahlenberg | Фрідріх Каленберг |
| 1999 — 2011 | Hartmut Weber        | Хартмут Вебер     |
| з 2011      | Michael Hollmann     | Міхаель Холльман  |